# 罗伯特·丁斯特
罗伯特·丁斯特（德語：Robert Dienst，1928年3月1日—2000年6月13日），奥地利男子足球运动员。他曾代表奥地利国家队参加1954年和1958年国际足联世界杯，其中1954年世界杯获得第三名。